# Spływ kohezyjny

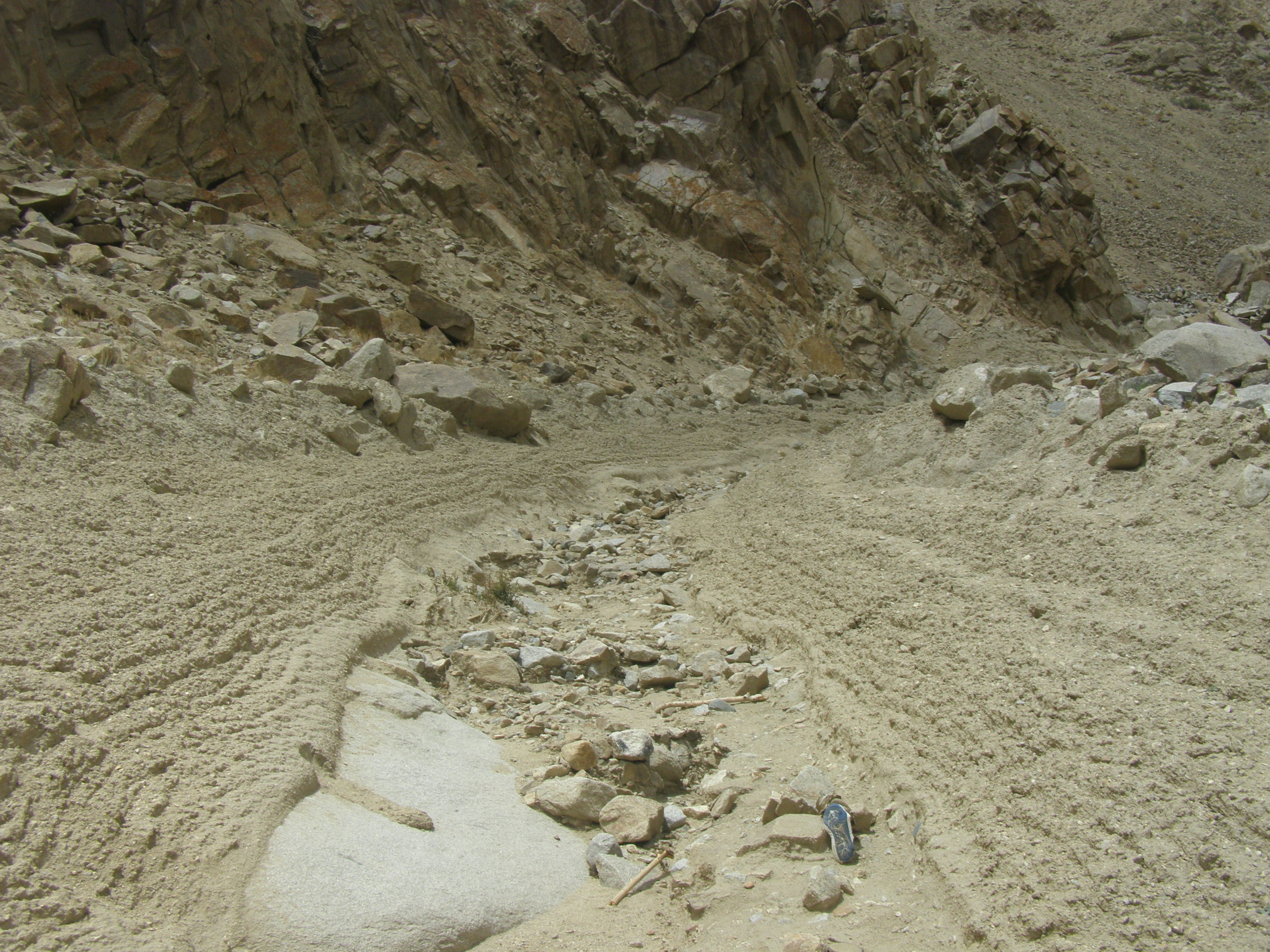
Spływ kohezyjny.

Spływ kohezyjny - inaczej nazywany spływem grawitacyjnym.
Rozpatruje się go jako mieszanina dwóch faz. Składa się z zawiesiny drobniejszych frakcji tzw. faza rozpraszająca, która odgrywa rolę nośnika oraz materiału gruboziarnistego tzw. faza rozproszona
W przypadku spływów kohezyjnych (z ang. debris flow) ziarna fazy rozproszonej (żwiru lub piasku) podtrzymywane są przez kohezję (czyli spoistość fazy rozpraszającej) którą stanowi przesycony wodą muł.
Wytrzymałość na ścinanie fazy rozpraszającej jest bardzo niska, stąd spływy kohezyjne płyną niemal bez tarcia wewnętrznego na nachylonych zboczach.